# Alas Nacionales
Alas Nacionales SA foi uma companhia aérea que operava voos charter com sede em Puerto Plata, República Dominicana. A companhia aérea atuou como representante da Birgenair.

## História
No verão de 1994, a Öger Tours e a pequena companhia aérea alemã Ratioflug firmaram uma cooperação para oferecer voos charter de baixo custo da Alemanha para a República Dominicana no inverno de 94/95. O Ministério Federal dos Transportes da Alemanha concedeu direitos de voos à Ratioflug por um período de seis meses. Como a Ratioflug não tinha nenhum avião com capacidade e alcance correspondentes, alugou um Boeing 757-200 da companhia aérea turca Birgenair para esses voos.
Para continuar os voos charter no próximo inverno, a Öger Tours e a Birgenair estabeleceram uma cooperação com a Alas Nacionales no verão de 1995. Esta companhia aérea dominicana foi fundada em Puerto Plata pelo finlandês Matti Puhakka e seis outros acionistas no início daquele ano. A empresa possuía um certificado de operador aéreo, mas não tinha nenhuma aeronave na época. Foi combinado que a Birgenair organizace e operaçe os voos da Alas Nacionales. Em troca, Matti Puhakka e seus parceiros de negócios receberam uma remuneração de 10 Marcos Alemães por passageiro registrado. Depois que Alas Nacionales recebeu direitos de operar na Alemanha, a companhia aérea alugou oficialmente um Boeing 767-200ER da Birgenair. Em 25 de outubro de 1995, a aeronave turca foi registrada na República Dominicana como HI-660CA. Uma semana depois, começaram os voos para a Alemanha, realizados por tripulações turcas.
Devido a um problema hidráulico defeituoso, o Boeing 767 não poderia operar o voo 301 da Birgenair de Puerto Plata para Frankfurt via Berlim em 6 de fevereiro de 1996, de modo que este voo foi realizado com um Boeing 757-200 da Birgenair prefixo TC-GEN. Devido ao menor alcance desta aeronave, uma parada para reabastecimento em Gander foi planejada. A aeronave caiu logo após a decolagem do aeroporto de Puerto Plata.
A Birgenair havia alugado este Boeing 757 em novembro de 1995 para a companhia aérea argentina Servicios de Transportes Aéreos Fueguinos (STAF) e operou cinco voos entre a República Dominicana e Buenos Aires até janeiro de 1996. Posteriormente, a aeronave não foi transferida de volta para a Turquia, mas permaneceu em Puerto Plata.
Ambas as companhias aéreas suspenderam suas operações e eventualmente desapareceram no mesmo ano após o acidente.

## Frota
| Aeronave       | Quantidade | Período de operação | Notas                 |
| -------------- | ---------- | ------------------- | --------------------- |
| Boeing 767-200 | 1          | 1995-1996           | Alugado da Birgenair. |

## Acidentes

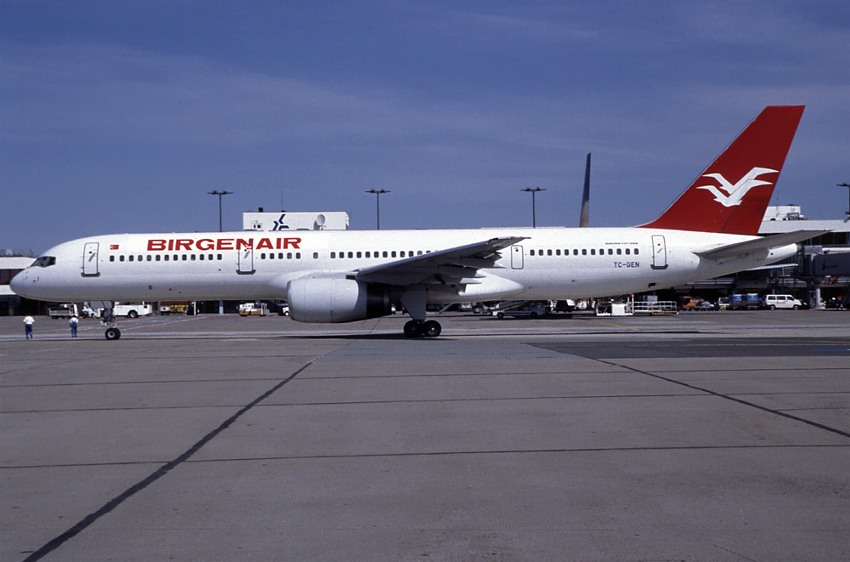
A aeronave envolvida no acidente em 1995

- 6 de fevereiro de 1996: um Boeing 757-200 prefixo TC-GEN, operando o Voo Alas Nacionales 301 (operado pela Birgenair) [1] estava com destino a Frankfurt, Alemanha, mas caiu logo após a decolagem do Aeroporto de Puerto Plata, na República Dominicana, no Oceano Atlântico, a 26 quilômetros da costa. Todos os 176 passageiros e 13 tripulantes, entre eles 154 alemães e 9 poloneses, morreram. Verificou-se que um dos indicadores de velocidade do ar do Boeing 757-200 não estava funcionando corretamente, confundindo os pilotos sobre se a velocidade do avião era muito rápida ou muito lenta. A publicidade negativa. sobre a Birgenair e outros organizadores de voos com desconto na Alemanha após o desastre causou um declínio nas reservas e, finalmente, a empresa entrou em falência e fechou no mesmo ano de 1996.[5]